# Felching
Felching – praktyka seksualna, polegająca na wysysaniu i wylizywaniu nasienia z odbytu partnera (partnerki) tuż po odbyciu stosunku analnego, po czym (według niektórych źródeł) przekazywanie go podczas pocałunku do ust partnera (snowballing).
W tym znaczeniu termin jest odnotowywany od co najmniej 1981 roku, gdy został użyty w pracy naukowej na temat homoseksualizmu, choć już wcześniej, w 1975 roku, słowo to oraz jego znaczenie stały się inspiracją dla kilku kontrkulturowych projektów komiksowych grupy tworzącej Zap Comix. Z kolei w pracy na temat żargonu środowisk homoseksualnych z 1972 roku odnotowano czasownik „feltch” w znaczeniu anilingus (oralna stymulacja odbytu partnera).
Czasami terminem tym określa się też rzekomą praktykę seksualną polegającą na umieszczaniu żywych, niewielkich zwierząt w odbycie bądź pochwie w celu dostarczenia stymulacji seksualnej (gerbilling).